# Oberkurzheim

Unterwinden und Katzling von Südwesten

Blick auf Mauterndorf von Süden

Blick auf Unterzeiring und Oberzeiring von Nordosten

Winden, Pichl und Katzling von Südosten

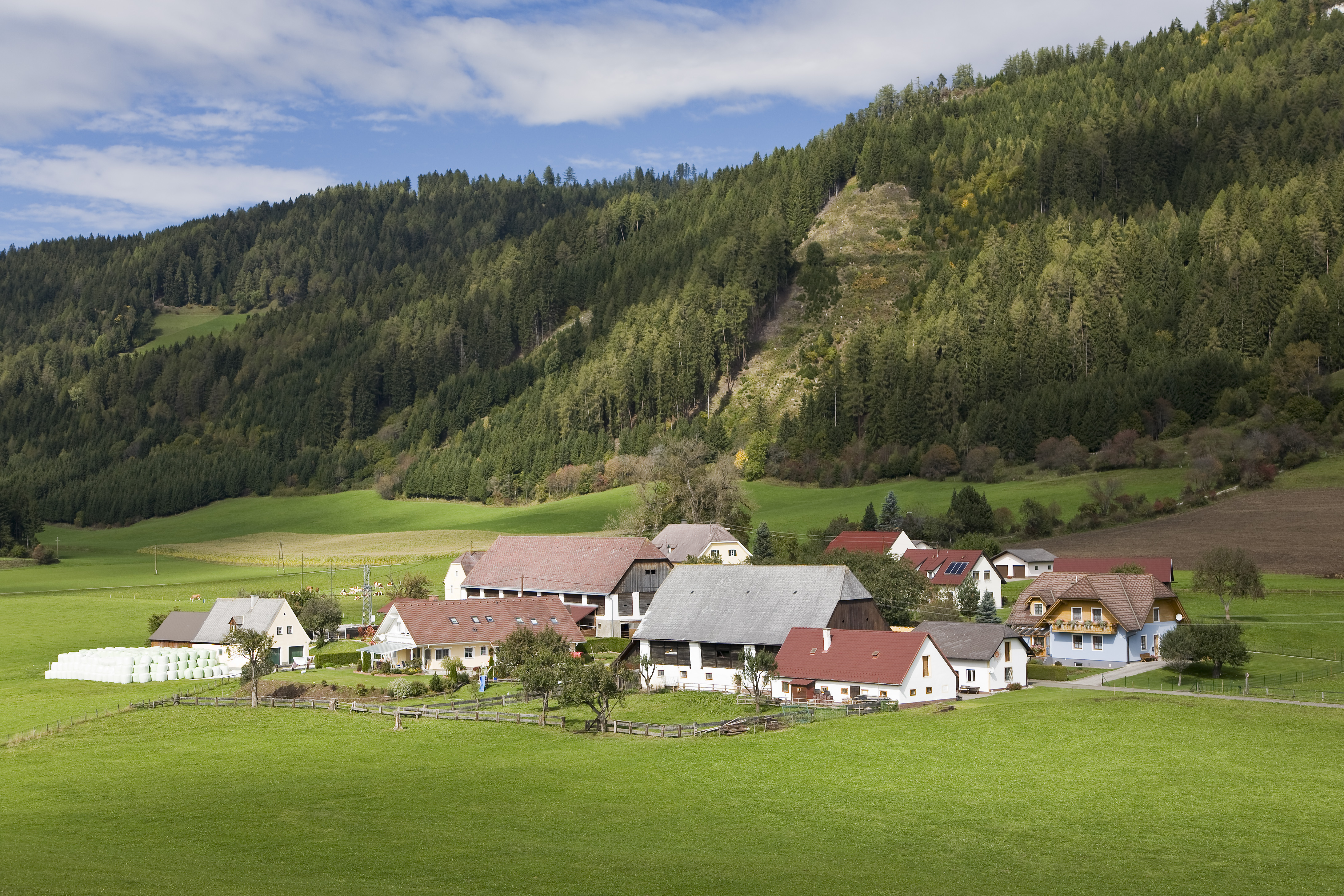
Mosing von Süden

Oberkurzheim war eine Gemeinde mit 693 Einwohnern (Stand: 31. Oktober 2013) im Gerichtsbezirk Judenburg, Bezirk Murtal in der Steiermark.
Seit 2015 ist die ehemalige Gemeinde im Rahmen der steiermärkischen Gemeindestrukturreform mit der Gemeinde Pöls zusammengeschlossen, die neue Gemeinde führt den Namen „Pöls-Oberkurzheim“.

## Geografie

### Geografische Lage
Oberkurzheim liegt sich im österreichischen Bundesland Steiermark nördlich von Judenburg im Pölstal. Der tiefste Punkt befindet sich bei etwa 790 m an der Gemeindegrenze zu Pöls (zwischen Pöls und Gusterheim), den höchsten Punkt bildet die Wildingerhöhe auf 1721 m an der Grenze zu St. Oswald-Möderbrugg und Gaal.
Die Siedlungsstruktur ist gekennzeichnet durch einzelne Dörfer ohne direkten Ortskern.

### Gemeindegliederung
Das Gemeindegebiet umfasste acht Ortschaften (in Klammern Einwohnerzahl Stand 1. Jänner 2024):
- Götzendorf (93 Ew.)
- Katzling (135 Ew.)
- Mauterndorf (170 Ew.)
- Mosing (23 Ew.)
- Oberkurzheim (109 Ew.)
- Thaling (69 Ew.)
- Unterzeiring (16 Ew.)
- Winden (53 Ew.)

Die Gemeinde bestand aus zwei Katastralgemeinden (Fläche Stand 31. Dezember 2023):
- Oberkurzheim (1.420,47 ha)
- Unterzeiring (1.491,59 ha)

### Nachbargemeinden bis Ende 2014
| Sankt Oswald-Möderbrugg    | Gaal                                        | Gaal |
| Oberzeiring                | Kompassrose, die auf Nachbargemeinden zeigt | Pöls |
| Sankt Georgen ob Judenburg | Sankt Georgen ob Judenburg                  | Pöls |

## Geschichte
Oberkurzheim wurde 1140 erstmals urkundlich genannt. Die Siedlungen in Mosing, Thaling, Götzendorf, Mauterndorf, Katzling, Winden und Unterzeiring entstanden später. Im 12. Jahrhundert wurde die landesfürstliche Mautstelle in der Talmitte im Dorf Katzling angelegt.
Das Hochgericht im Birkachwald bei Unterzeiring und der Galgen wurden 1574 urkundlich erwähnt. Die Liechtensteiner hatten den Sitz des Landrichters in Unterzeiring. Reste des Galgens sind noch heute als touristische Attraktion in Katzling zu bewundern. Im ehemaligen Gerichtsgebäude befindet sich heute der „Katzlinger Wirt“.
Die politische Gemeinde Oberkurzheim wurde 1849/50 errichtet.

## Politik
Der Gemeinderat bestand aus neun Mitgliedern und setzte sich seit der Gemeinderatswahl 2010 aus Mandataren der folgenden Parteien zusammen:
- 7 ÖVP
- 2 SPÖ

### Wappen
Die Verleihung des Gemeindewappens erfolgte mit Wirkung vom 1. Juni 1998.

Blasonierung (Wappenbeschreibung):
„In einem von Schwarz und Gold gespaltenen Schild eine farbverwechselte gestürzte Spitze, darin farbverwechselt ein Pflugeisen.“

## Kultur und Sehenswürdigkeiten

### Bauwerke
- Alte Silbermine im Militärbunkerberg bei Katzling-Klum mit vielen alten Stollen
- Galgen bei Unterzeiring
- Armesünderkapelle beim Hochgericht im Birkachwald

### Vereine
- Freiwillige Feuerwehr Götzendorf
- USV Oberkurzheim Sektion Tennis
- Bühne Oberkurzheim
- Reitergruppe Oberkurzheim
- Landjugend Oberkurzheim
- ÖKB Pöls-Oberkurzheim

### Sport
- Der gemeindeeigene Funcourt ist für jedermann frei zugänglich und bietet jede Menge an Spielmöglichkeiten für Gruppen.

## Wirtschaft und Infrastruktur

### Verkehr
Das Pölstal wird im Gemeindegebiet von Südosten nach Nordwesten von der Triebener Straße B 114 durchzogen. Sie führt von Pöls kommend durch Thaling, Mauterndorf und Katzling. Unterzeiring wird von der B 114 seit 2001 südlich umfahren. In Katzling zweigt die Götzendorferstraße L 533 östlich von der B 114 ab und führt links des Pölsflusses durch Götzendorf, an Thaling, Moosing, Oberkurzheim und Pöls vorbei bis zur Rattenbergerstraße L 503. Zwischen Thaling und Gusterheim bildete sie die ehemalige Gemeindegrenze zu Pöls. Weder Oberkurzheim noch die übrigen, flussaufwärts im Pölstal gelegenen Gemeinden haben einen Anschluss an das Eisenbahnnetz. Der nächstgelegene Personenbahnhof liegt in Thalheim.

### Ansässige Unternehmen
Einen sehr markanten Punkt im Ortskern von Katzling stellt das Firmengebäude von Hasler Fertighaus dar.

#### Weitere Unternehmen
- Autohaus Franz Kritz in Unterzeiring
- Holzbau Kandler Alfred in Thaling
- IB Innovative Business GmbH in Katzling

## Persönlichkeiten

### Ehrenbürger
- 1987: Josef Krainer (1930–2016), Landeshauptmann